# Балькарсе (округ)
Округ Балька́рсе (ісп. Balcarce) — адміністративно-територіальна одиниця 2-ого рівня у провінції Буенос-Айрес в центральній Аргентині. Адміністративний центр округу — Балькарсе.
Населення округу становить 43823 особи (2010). Площа — 4115 кв. км.

## Історія
Округ заснований у 1865 році. Названий на честь аргентинського військового та політичного діяча Антоніо Гонсалеса Балькарсе.

## Населення
У 2010 році населення становило 43823 особи. З них чоловіків — 21520, жінок — 22303.

## Політика
Округ належить до 5-ого виборчого сектору провінції Буенос-Айрес.